# Yvonne Hirdman

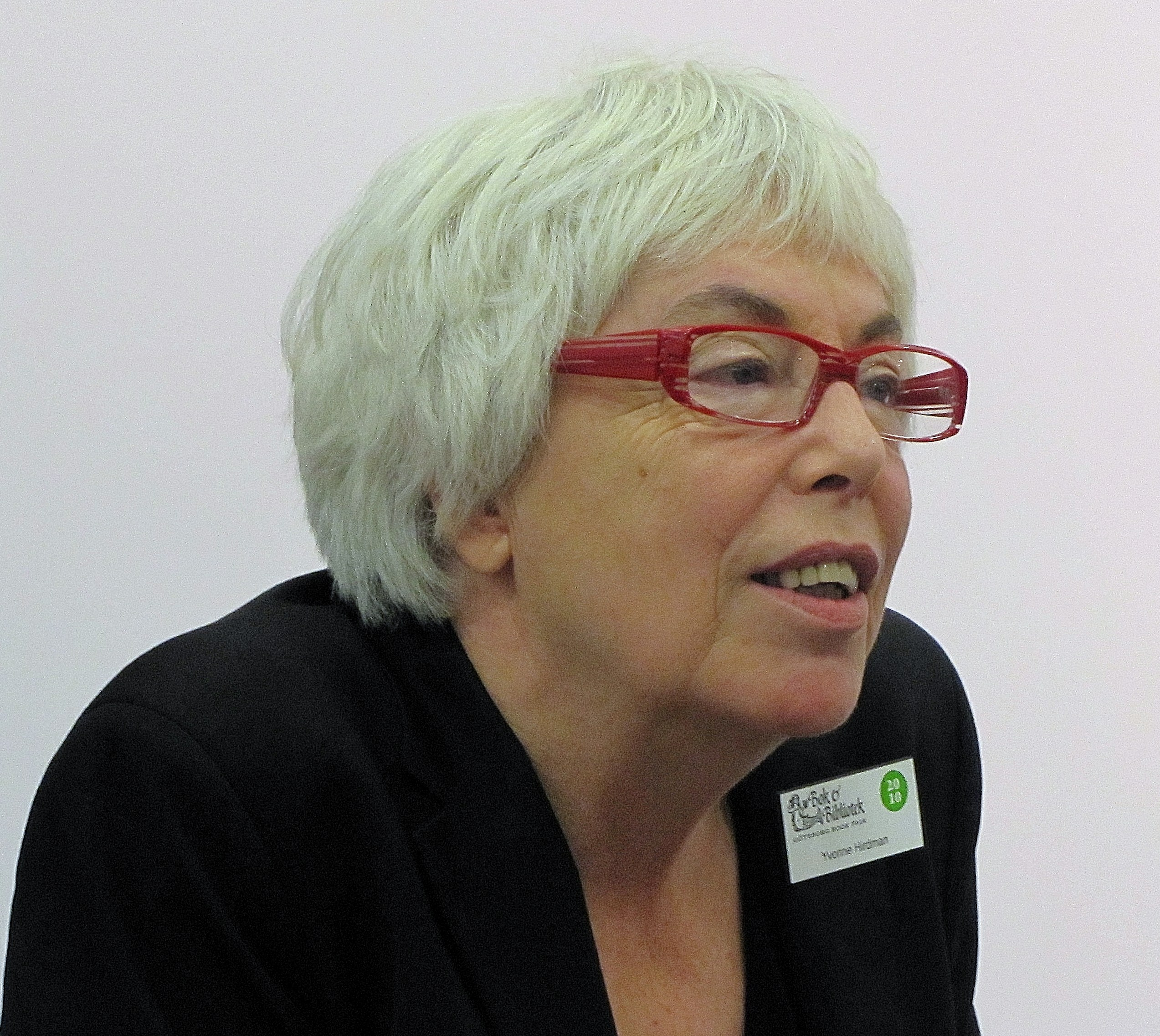
Yvonne Hirdman (2010)

Yvonne Hirdman (* 18. Januar 1943 in Stockholm) ist eine schwedische Historikerin. Sie gehört zu den führenden Geschlechterhistorikern Schwedens.

## Leben und Wirken
Hirdman stammte aus wirtschaftlich bescheidenen Verhältnissen. Sie ist die jüngste Tochter von Marie Ida Käthe Charlotte Hirdman, geborene Schledt und ehemalige Gräfin von Stenbock-Fermor. Sie schloss ihr Studium 1968 mit dem Bachelor ab. Im Jahr 1974 wurde sie in Stockholm über die Schwedische Kommunistische Partei von 1939 bis 1945 promoviert (Sveriges Kommunistiska Parti 1939–1945). Nach ihrer Promotion war sie freiberuflich tätig. Ihren Lebensunterhalt versuchte sie durch eine Ausbildung als Krankenschwester zu finanzieren. Anfang der 1980er Jahre wurde sie als wissenschaftliche Mitarbeiterin an der Universität eingestellt. Sie lehrte als Professorin an der Universität Stockholm sowie an der Hochschule Södertörn. 
Ein Schwerpunkt ihrer Arbeit ist die Forschung über die schwedische Arbeiterbewegung. Sie hat einflussreiche und in mehrere Sprachen übersetzte Arbeiten vor allem im Bereich der Geschlechtergeschichte vorgelegt. Eine vielgelobte Biographie erschien von ihr über Alva Myrdal (2006).

## Schriften (Auswahl)
- State policy and gender contracts: the Swedish experience. In: Eileen Drew, Ruth Emerek and Evelyn Mahon (Hrsg.): Women, work, and the family in Europe. Routledge, London 1998, ISBN 0-415-15350-6, S. 36–46.
- Genus. Om det stabilas föränderliga former. Liber, Malmö 2001, ISBN 91-47-06223-1.
- Det tänkande hjärtat. Ordfront, Stockholm 2006, ISBN 91-7037-266-7.
  - Alva Myrdal. The Passionate Mind. Übersetzt von Linda Schenck. Indiana University Press, Bloomington 2008, ISBN 978-0-253-35132-6.
- Gösta och genusordningen. Feministiska betraktelser. Ordfront, Stockholm 2007, ISBN 978-91-7037-327-5.
- Den röda grevinnan. En europeisk historia. Ordfront, Stockholm 2010, ISBN 978-91-7037-419-7.
  - Meine Mutter, die Gräfin. Ein Jahrhundertleben zwischen Kommunismus und Bohème. Übersetzt von Nina Hoyer. Insel, Berlin 2011, ISBN 978-3-458-17519-3.